# プロマジン
プロマジン塩酸塩（英: Promazine hydrochloride）は、フェノチアジン系のトランキライザー（精神安定剤）であり、より効果の強い薬（クロルプロマジン）の出現などの理由により、日本国内では、市販されていない。

## フェノチアジン系治療薬
- 中枢神経系の機能を抑制し、強力型（メジャー）精神安定薬と呼ばれている。
- 躁病・神経症における不安・緊張の除去、麻酔前投薬、催眠鎮静、鎮痛剤の効力増強などに用いられる。